# Place du marché (Katowice)
Pour les articles homonymes, voir Place du marché.
La place du marché de Katowice (en polonais : Rynek w Katowicach) est un élément central du quartier de Śródmieście (en), à Katowice, en Pologne.
Cette place, la principale de la ville, date de la fin du XIXe siècle. Elle a été reconstruite à plusieurs reprises dont le dernier dans les années 2010.
Sous le communisme, certains bâtiments historiques ont été démolis pour faire place à des infrastructures modernes. Un élément caractéristique de la place est son réseau de voies de tramway qui la traverse dans plusieurs directions. Elle comprend trois sous-places : Kwiatowy, Teatralny et Obrońców Katowic.
Le Théâtre de Silésie est situé à proximité.

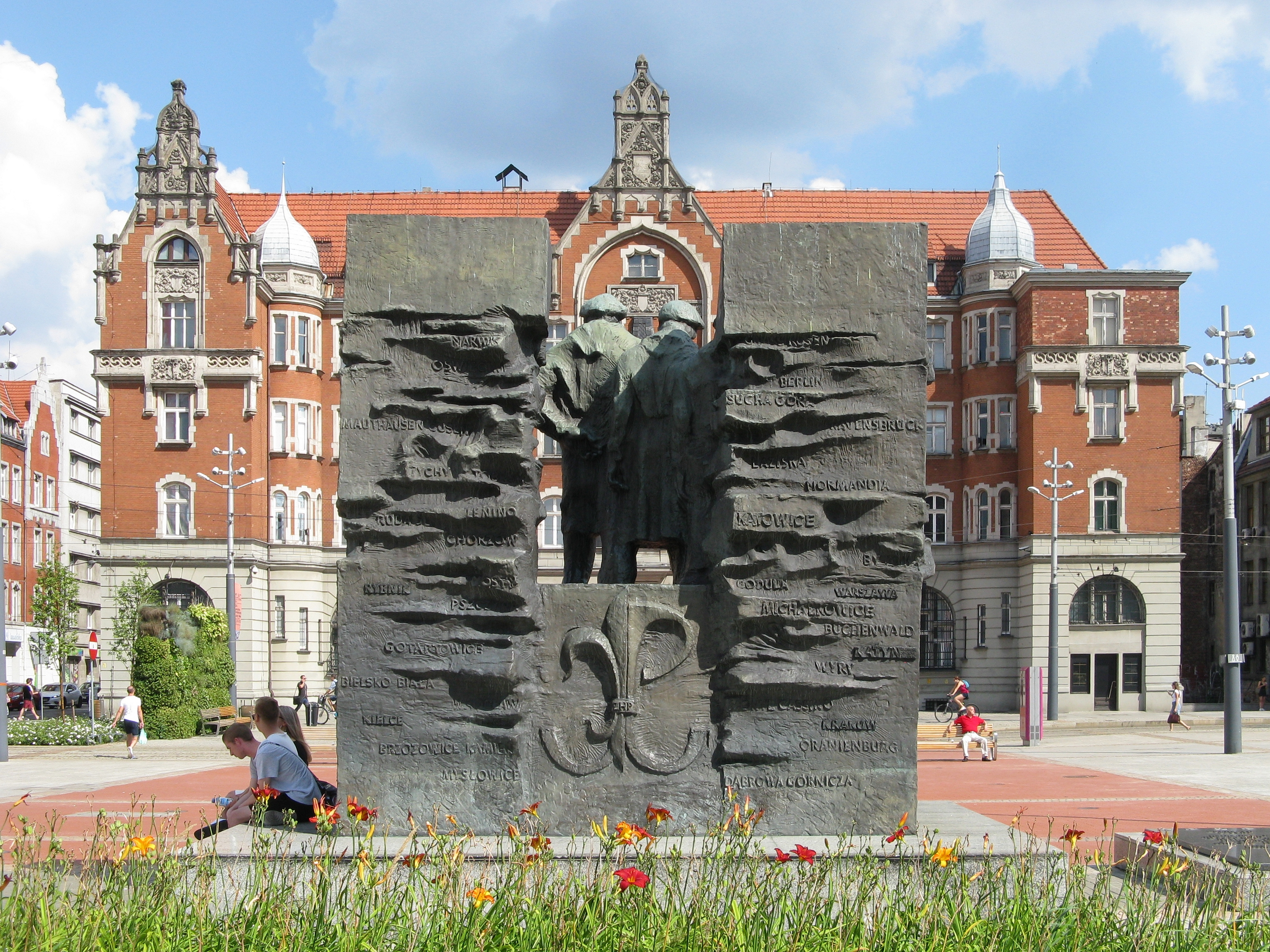
Monument aux Scouts de septembre (voir Défense de Katowice (en)).
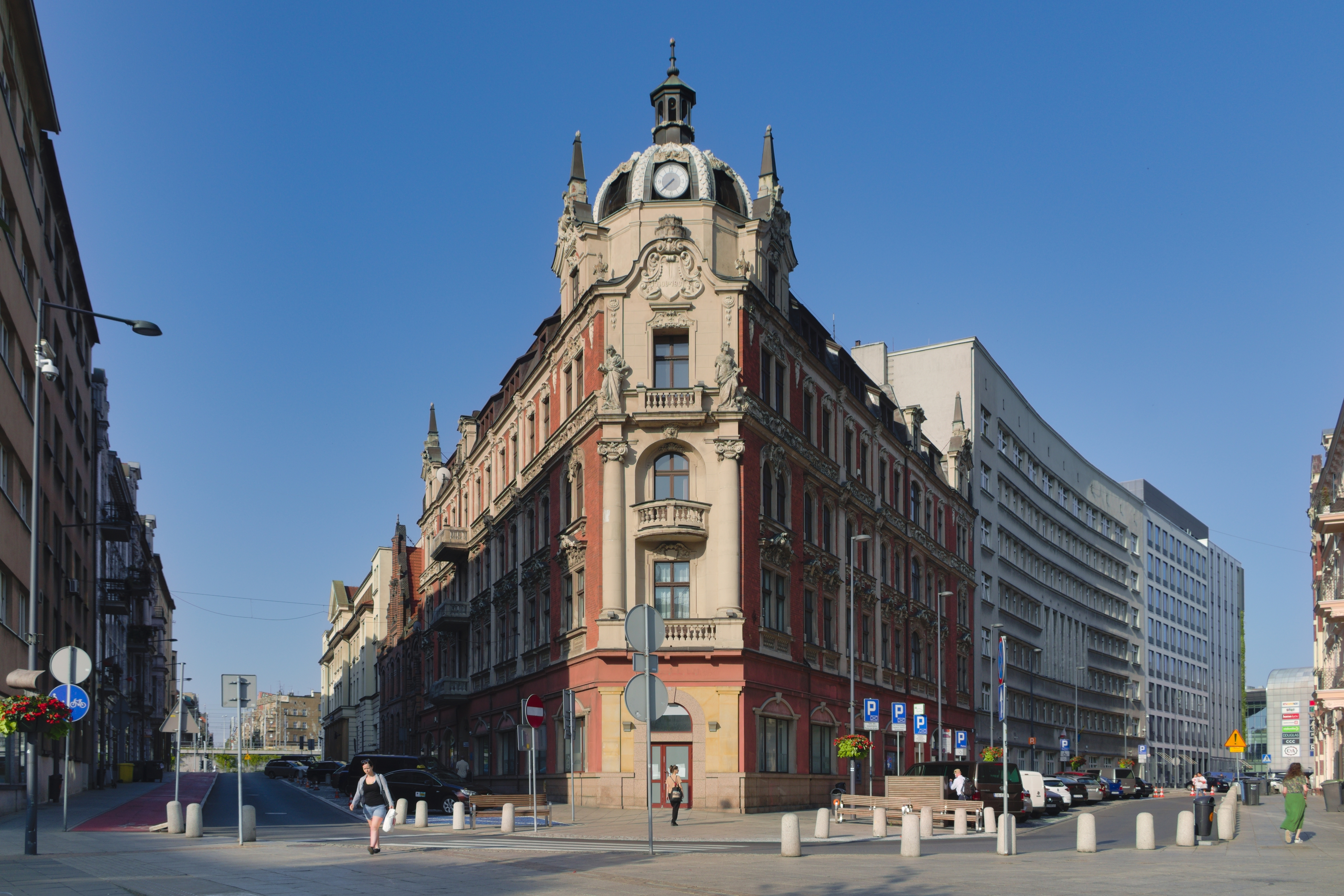
Une maison historique au rue Młyńska.
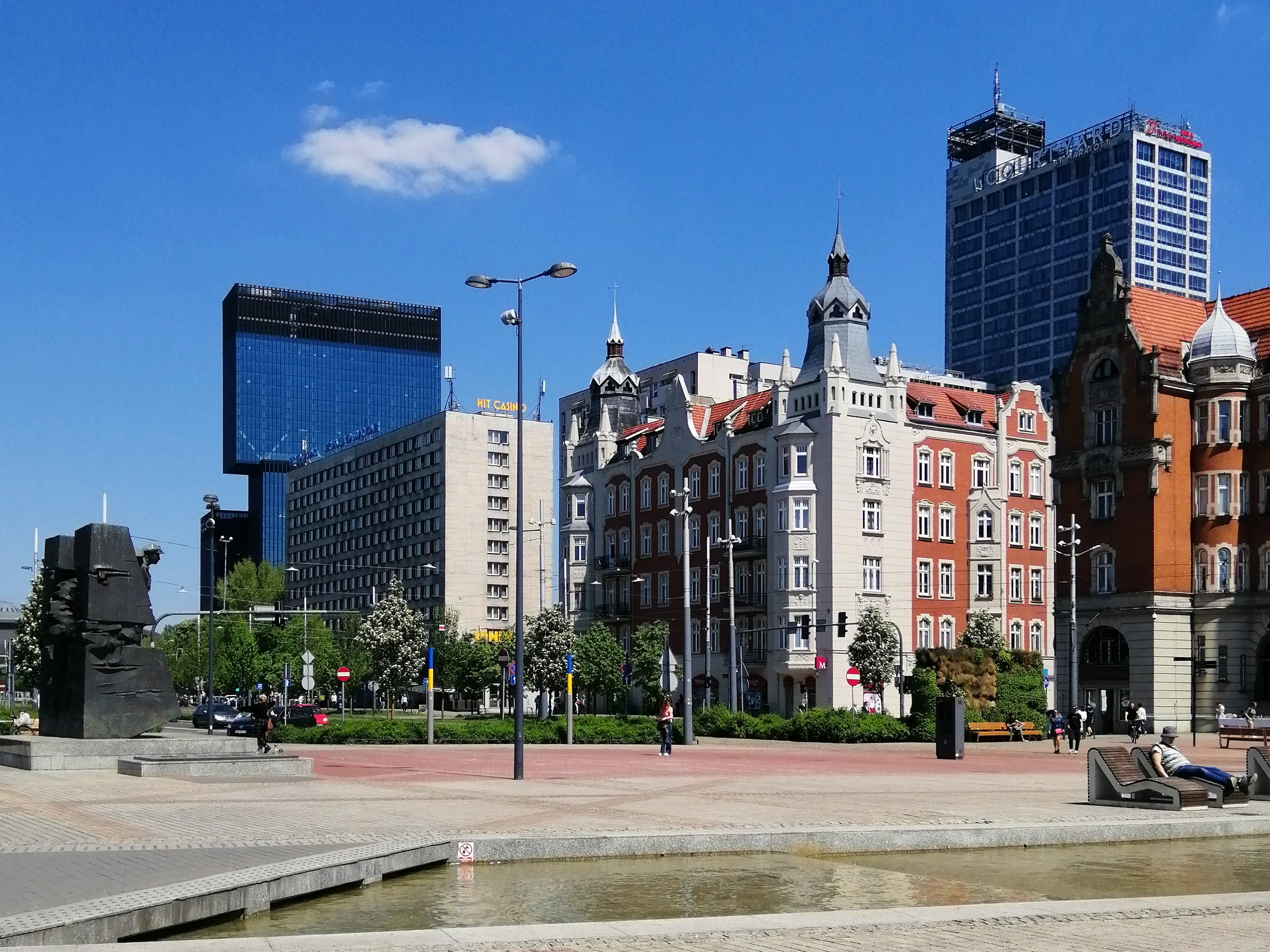
L'avenue Korfanty.
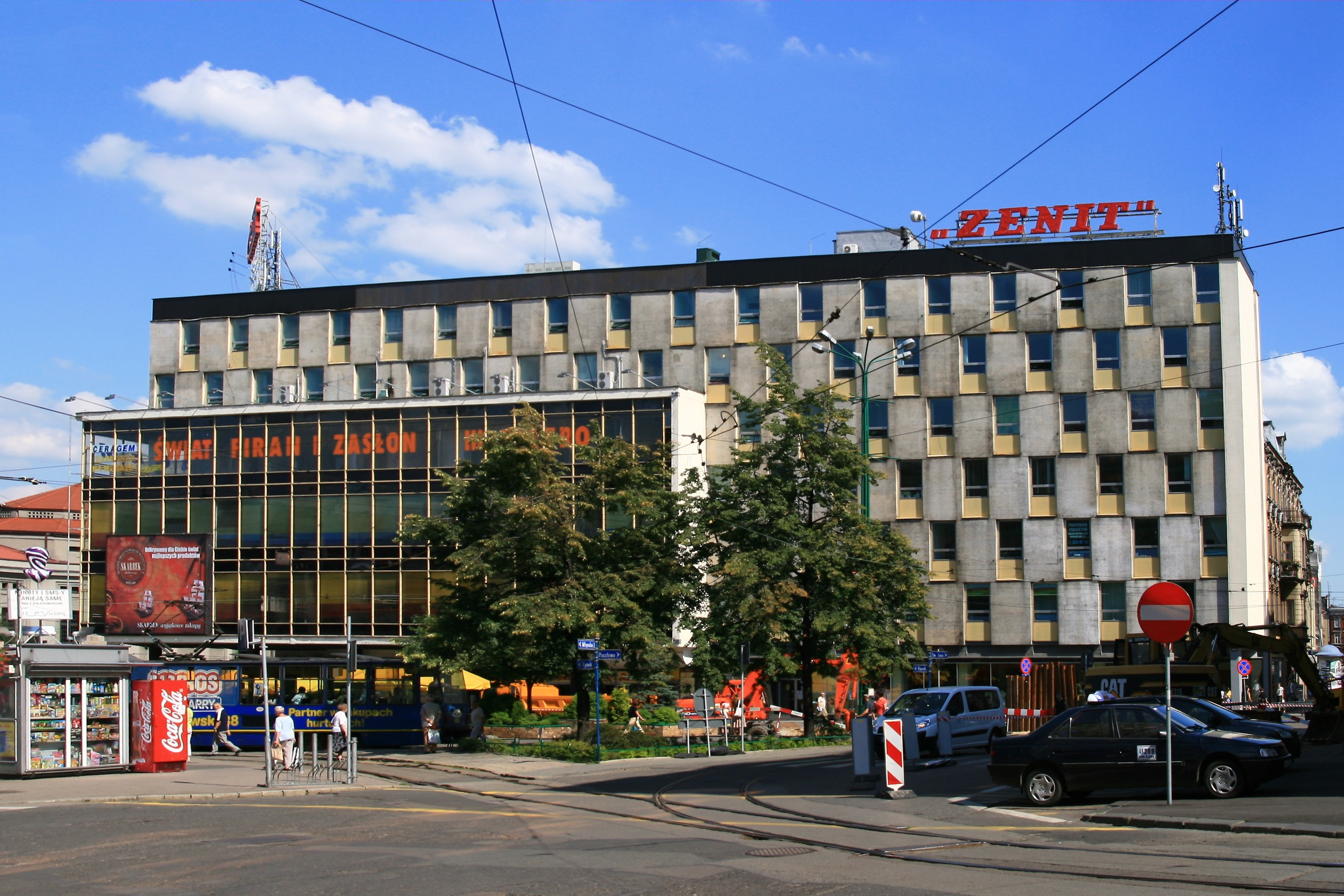
Magasin Zenit.
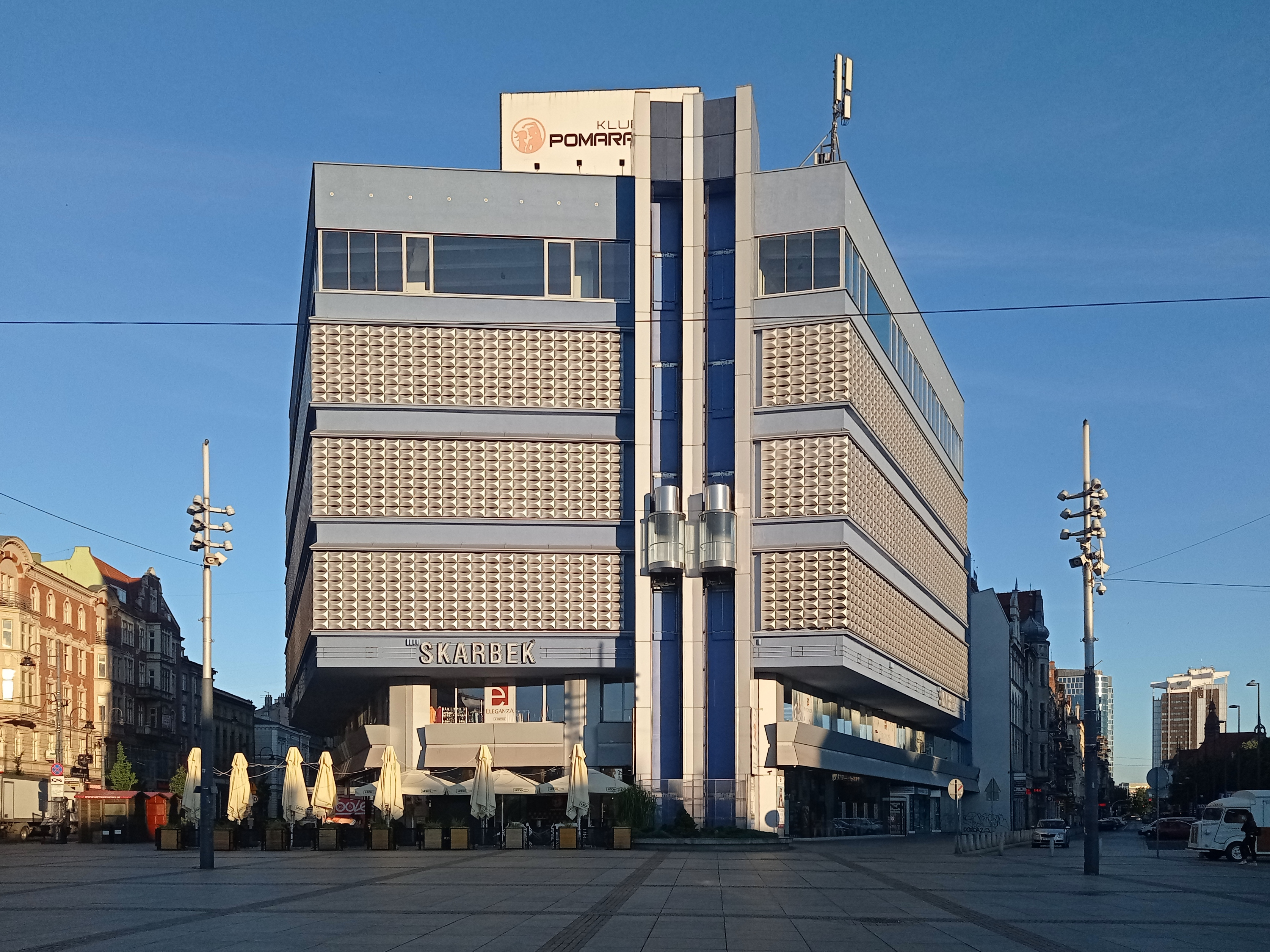
Magasin Skarbek.
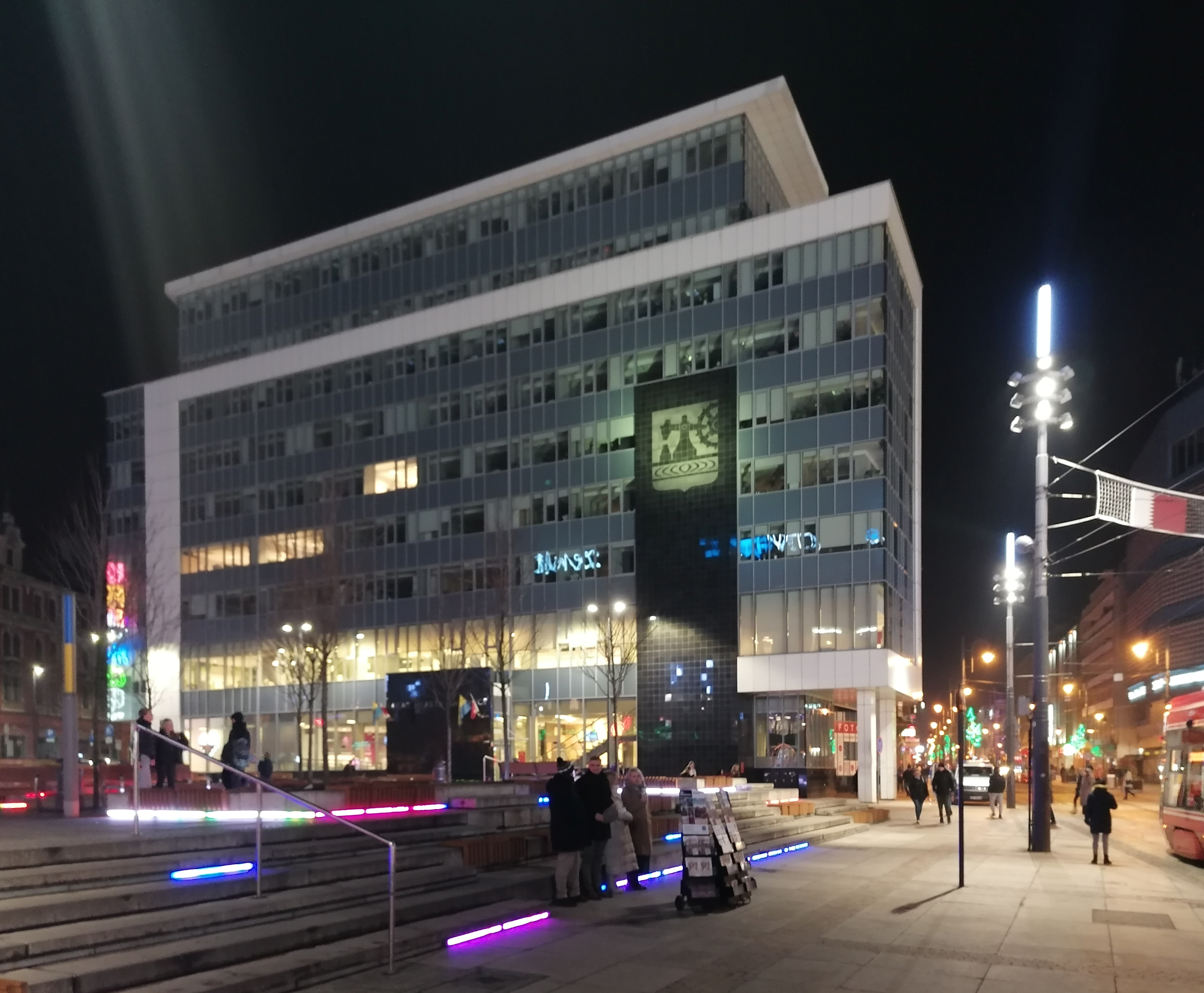
La maison de la presse de Silésie.
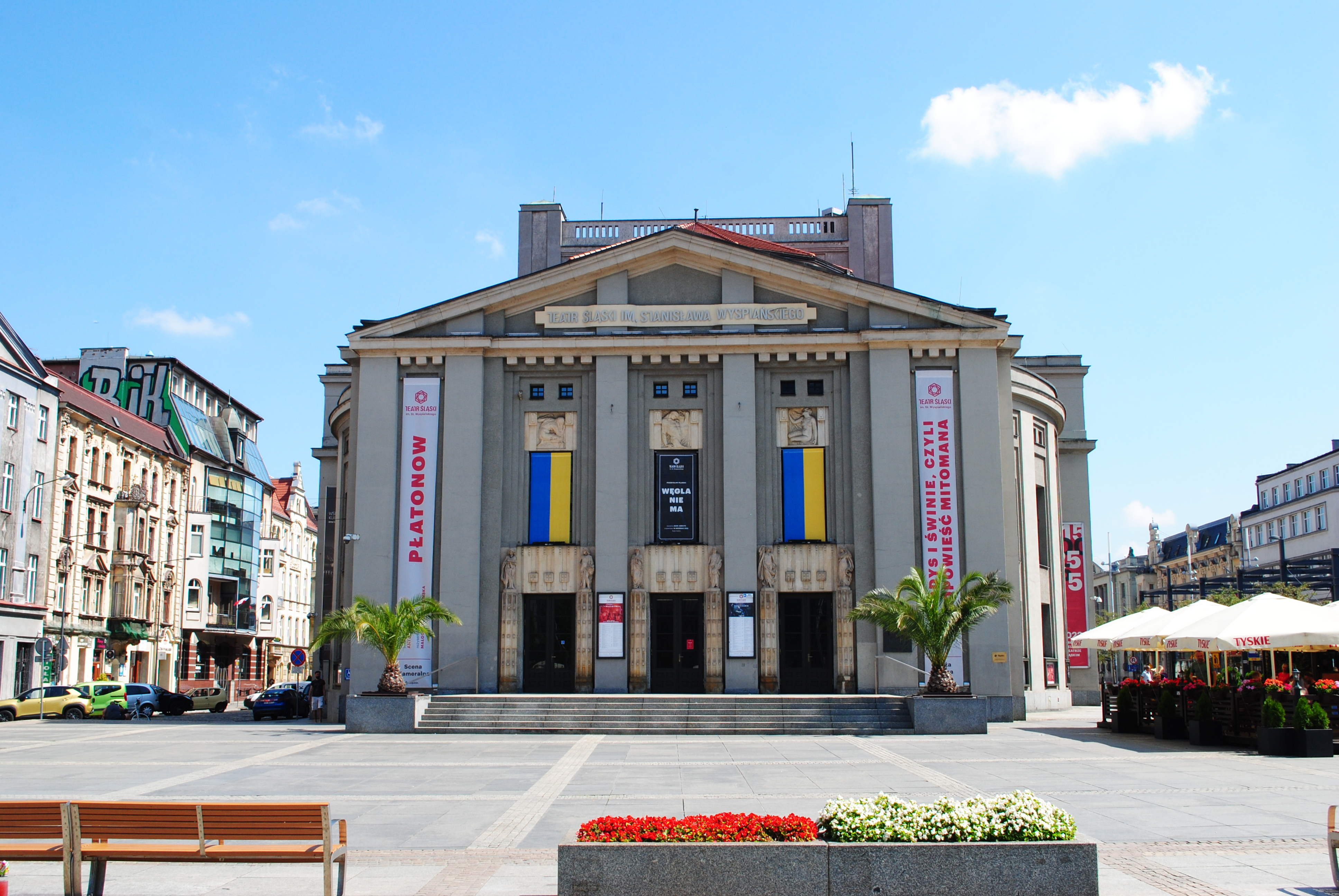
Le Théâtre de Silésie.
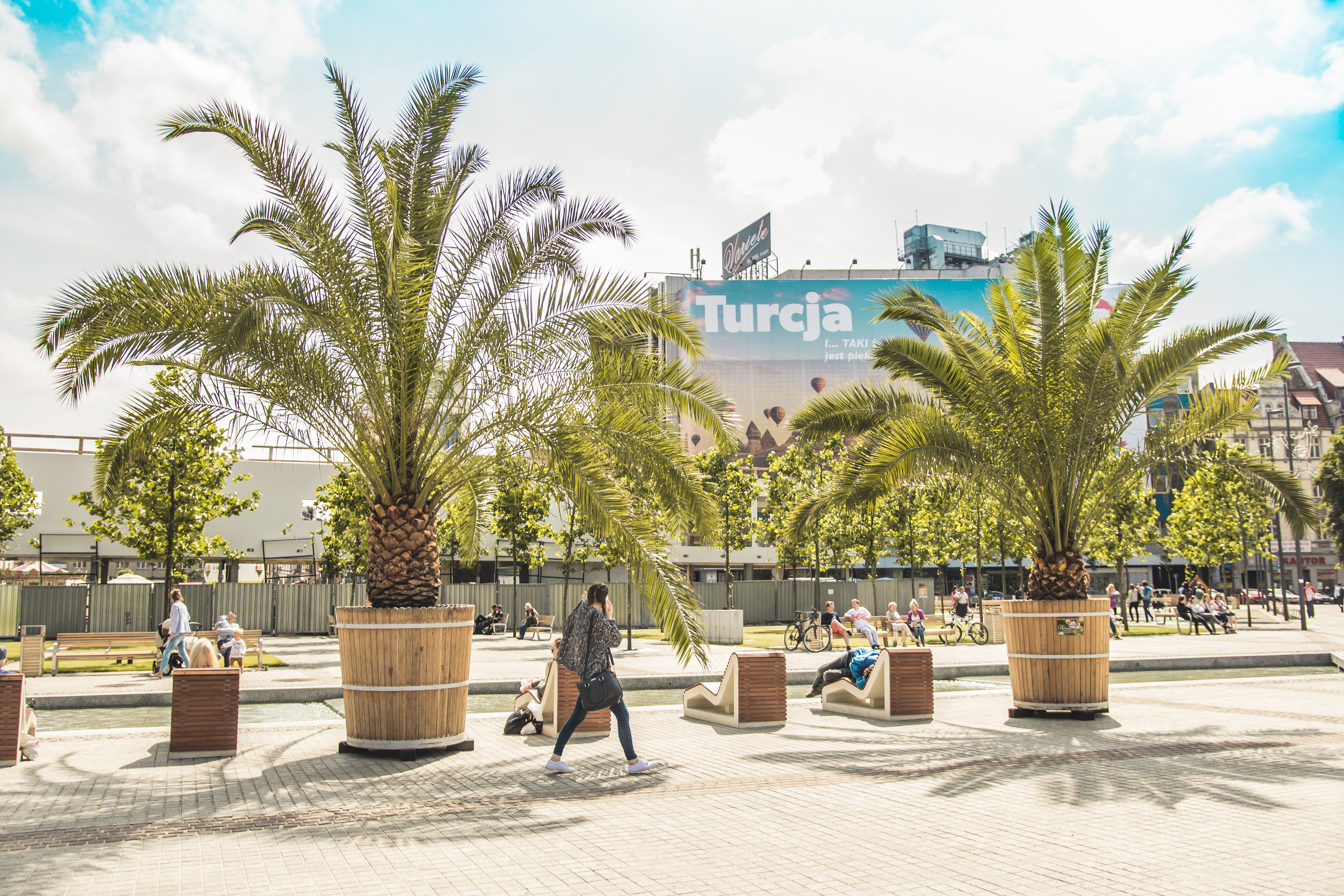
Des palmiers sur la place du marché.
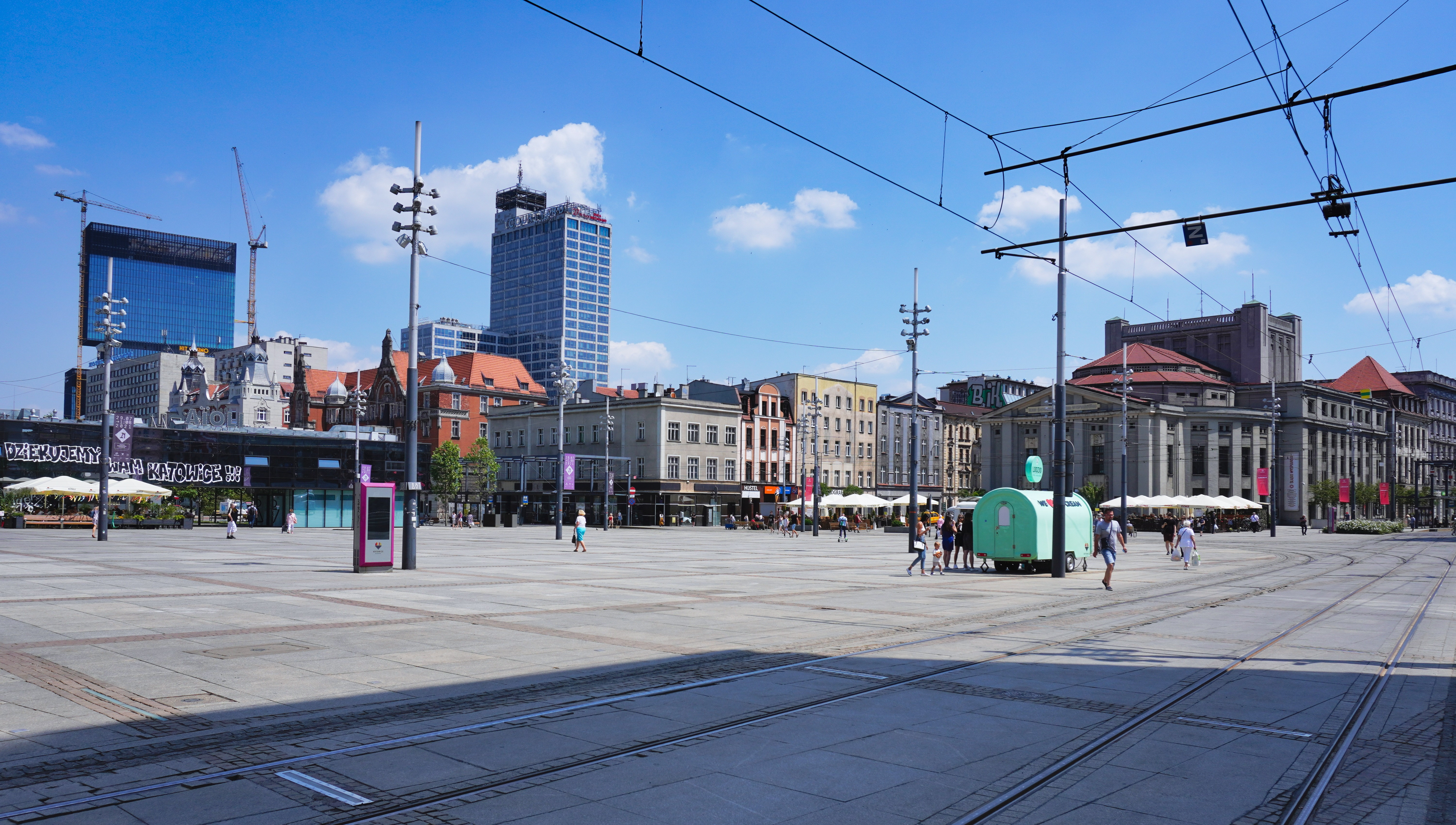
Les voies de tramway visibles.
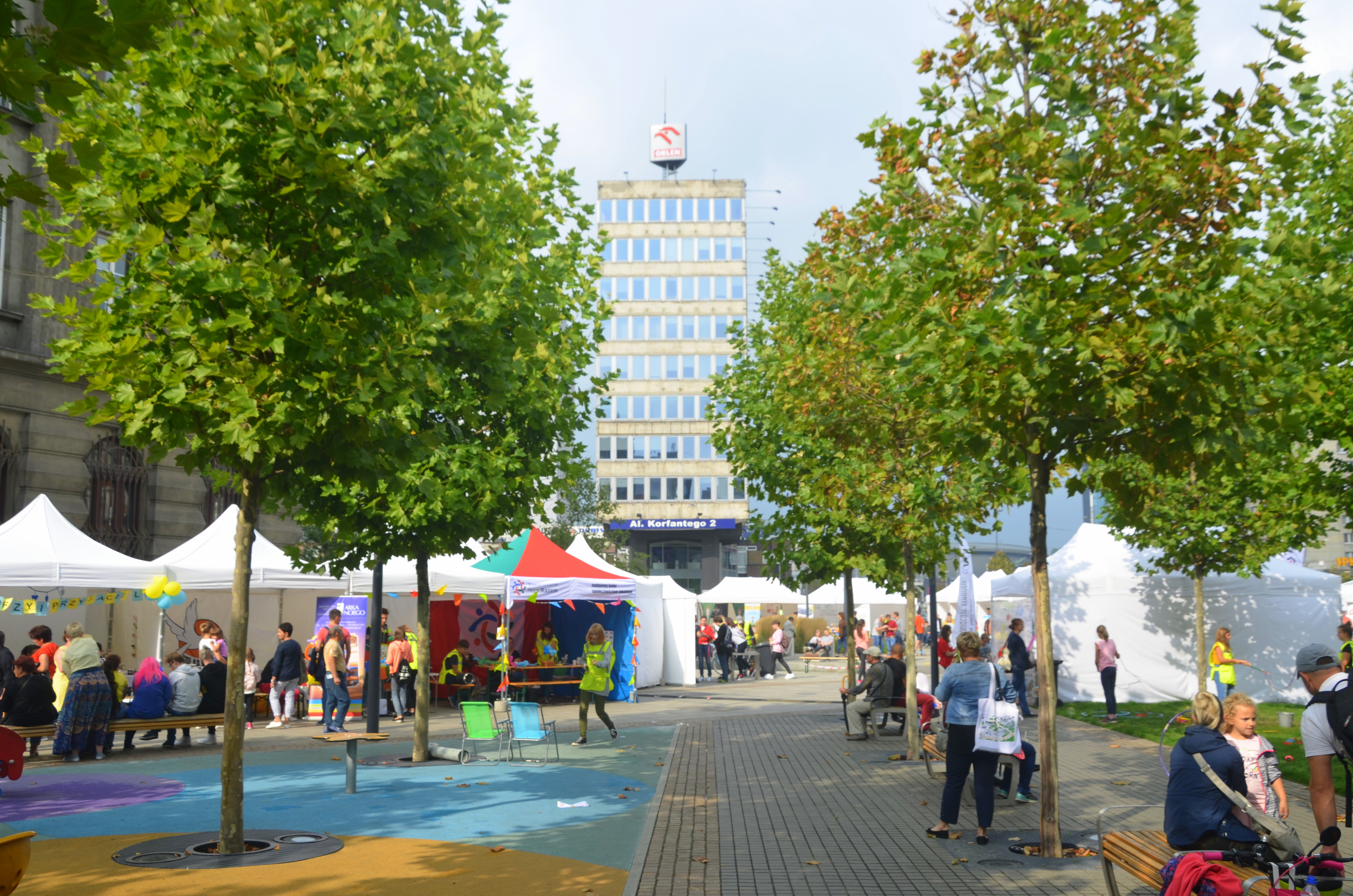
En 2018.